# James Leonard Doyle
James Leonard Doyle (ur. 20 czerwca 1929 w Chatham, zm. 22 kwietnia 2004 w Ottawie) – kanadyjski duchowny katolicki, biskup.
Przyjął święcenia kapłańskie 12 czerwca 1954. Przez 22 lata pracował jako duszpasterz w diecezji London. 24 maja 1976 został mianowany biskupem Peterborough (prowincja Ontario). Konsekrowany na biskupa 28 czerwca, objął rządy w diecezji 14 lipca 1976.
W grudniu 2002 został przeniesiony w stan spoczynku, zastąpił go biskup pomocniczy Nicola de Angelis.